# 志摩歴史資料館
志摩歴史資料博物館（しまれきししりょうかん）は、福岡県糸島市にある博物館。

## 概要
旧・志摩町で出土した考古学史料を展示するため、1996年に開館した施設である。2009年の糸島市発足により、同市の施設となった。
常設展示では旧・志摩町が玄界灘に臨む地にあることから、「海」を大きなテーマとした展示を行っている。
1階には企画展示室並びにエントランスホールがあり、時期に応じて様々なイベントを実施している。2階には前述の常設展示室ならびに可也山（糸島富士）などを臨む展望スペースがある。

## 利用情報
- 入館料

一般220円、高校生110円、小中学生・65歳以上・障害者手帳持参者と付き添い1名無料
- 開館時間

10時00分-17時00分
- 休館日

毎週月曜日（祝日の場合は開館、直後の平日を休館）・年末年始（12月29日〜1月3日）

## 交通アクセス
- JR九州筑肥線筑前前原駅下車、前原駅北口バス停より以下のどちらかのバスを利用
  - 昭和バス船越・野北線に乗車し、「初」下車、徒歩3分。
  - 糸島市コミュニティバス庁舎線に乗車し、「交流プラザ志摩館前」下車、徒歩3分。
- 博多バスターミナルより昭和バス「いと・しま号」志摩ゆきに乗車し、「初」下車、徒歩3分
- マイカーの場合、西九州自動車道前原インターチェンジから北（志摩町方面）へ向かい約10分
- 駐車場あり